# Torino Cherokee
El Torino Cherokee es un prototipo de carreras fabricado y desarrollado en la Argentina para su participación en la categoría de automovilismo de velocidad Turismo Carretera. Es un desarrollo deportivo realizado bajo normativas reglamentarias de la Asociación Corredores de Turismo Carretera, siendo utilizado como base del mismo el modelo de producción IKA Torino, fabricado en Argentina entre las décadas del '60 y '80.
Este prototipo fue desarrollado y presentado a mitad de la década del '90, bajo estándares de producción impuestos por ACTC, con el fin de poder otorgar a los usuarios de la marca IKA (vulgar y directamente identificada por el nombre del modelo Torino), una nueva herramienta para competir en igualdad de condiciones en la categoría, teniendo en cuenta la situación deportiva que vivían luego de que tras su debut a fines de la década del '60 (en el cual ejercería un muy notorio dominio entre 1966 y 1971), le fueran impuestas diversas restricciones técnicas que derivarían en la caída de su rendimiento y su casi posterior desaparición de los considerandos de los pilotos de la categoría.
Inicialmente, el desarrollo de este prototipo consistió en el recambio de la unidad propulsora original del IKA Torino, siendo implementado en su lugar un impulsor desarrollado por la American Motors Corporation y producido primeramente por esta y más tarde por Chrysler, para equipar a su producto Jeep Cherokee (de aquí es que se toma prestado el nombre para bautizar al prototipo), el cual a su vez recibía una modificación en sus medidas nominales originales para cumplimentar el canon reglamentario impuesto por la ACTC, todo esto, sumado a continuas reformas aerodinámicas desarrolladas por el ente rector de la categoría, según la reglamentación técnica presentada en las distintas temporadas.
Gracias a este impulsor, el prototipo no solo consiguió devolver al modelo IKA Torino a los primeros planos de la categoría, sino que también obtendría la homologación por parte de ACTC para su participación en sus divisiones inferiores, donde también cosecharía grandes resultados exhibiendo gran rendimiento.
La presentación de este prototipo vino a colación del desarrollo previo del impulsor para su uso en el modelo Dodge GTX, sobre el cual se experimentaron el rendimiento del impulsor AMC XJ para su posterior homologación. Sin embargo, contrario a lo esperado, el motor fue estrenado y homologado primeramente en el modelo Torino, siendo el piloto Luis Rubén Di Palma el primero en estrenarlo en el año 1995.
A partir de la temporada 2015, la Asociación Corredores de Turismo Carretera resolvió modificar los estándares de producción de los diferentes prototipos de las categorías que regentea, siendo unificada la producción de los chasis de los distintos modelos en los Talleres Jakos, propiedad de los hermanos Marco y Mario Jakos, a su vez propietarios del equipo Dole Racing. En ese sentido, tanto el Torino Cherokee como sus respectivos rivales pasaron a ser construidos a partir de estructuras tubulares específicamente diseñadas para cada modelo, dejando de lado la histórica construcción de estos vehículos a partir de los chasis originales de cada modelo.  Al mismo tiempo, las unidades impulsoras de los modelos de Turismo Carretera que se venían utilizando hasta 2014, fueron reemplazadas por novedosos motores SOHC desarrollados inicialmente por Jorge Pedersoli y finalmente por Oreste Berta, a pedido de ACTC, produciéndose una evolución tanto para el Torino Cherokee como para los demás modelos.

## Historia

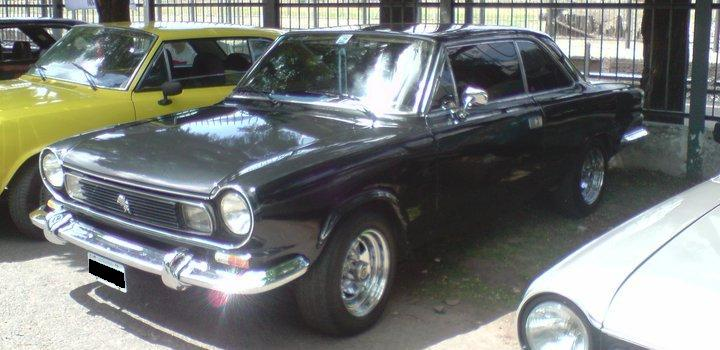
IKA Torino, modelo utilizado como base para el desarrollo del prototipo Torino Cherokee.

A diferencia de las otras marcas que participan actualmente en la categoría argentina Turismo Carretera, la historia de Torino como "marca" inició desde el mismo momento de su presentación en el campeonato del año 1966, cuando la firma Industrias Kaiser Argentina decidió presentarse a competir con un equipo oficial, llevando adelante el desafío de poner en pista un nuevo modelo ofrecido en el mercado automotor argentino: El IKA Torino. Fue así que con tres unidades del mencionado modelo, IKA hizo su presentación en el Turismo Carretera a fines de la década del '60, provocando sorpresas y polémicas entre los demás competidores. En aquella época, de entre fines de los '60 y comienzo de los '70, el Torino se alzó con 5 títulos entre 1967 y 1971, siendo blanco de cuestionamientos debido entre otras cosas, a su revolucionario motor Tornado de 230 pulgadas cúbicas (3800 cc), que presentaba soluciones técnicas avanzadas para su época, como ser la ubicación del árbol de levas en la cabeza de los cilindros y el desarrollo de sus cámaras de combustión en forma hemisférica.

### El motor Tornado

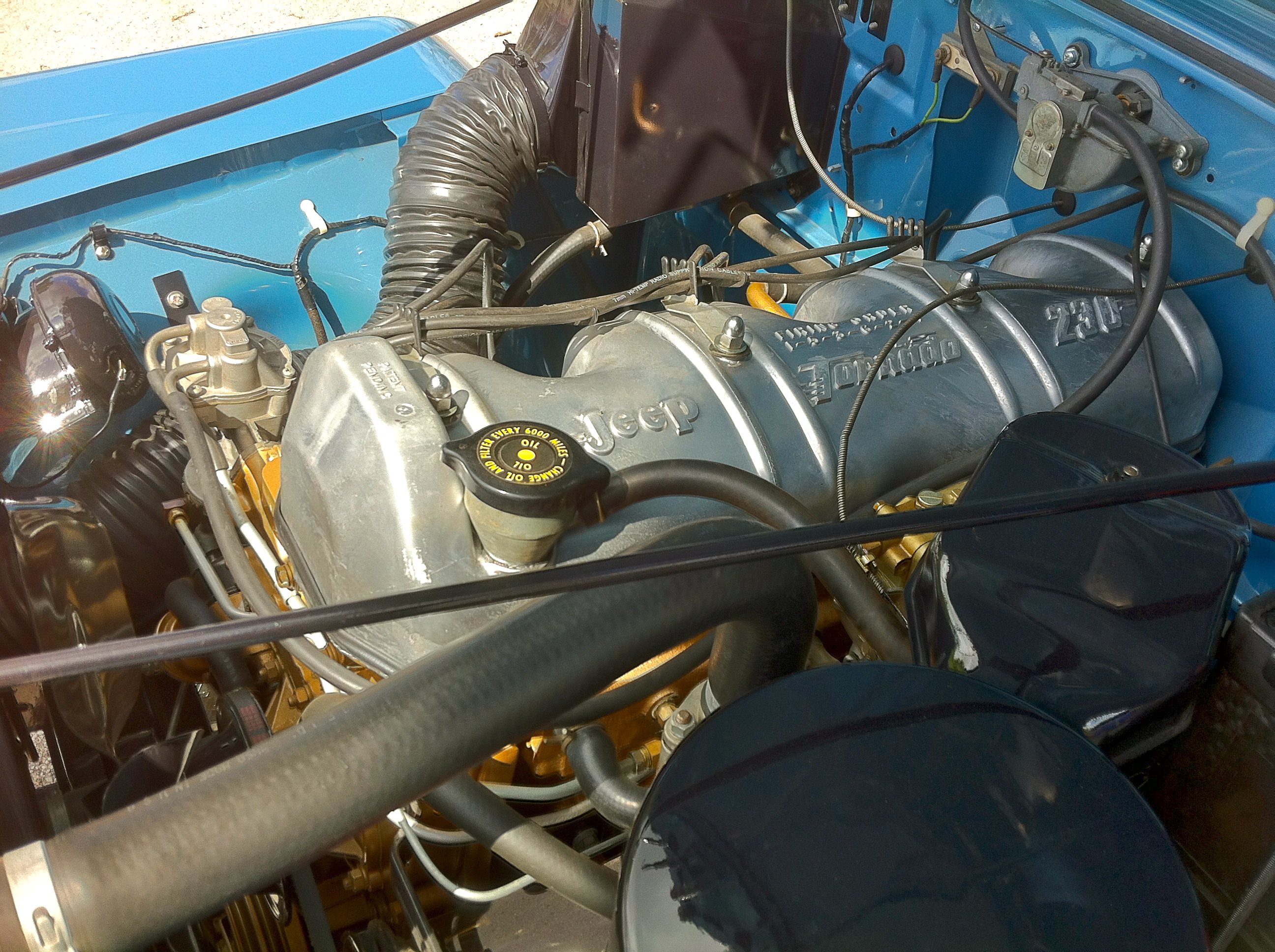
Motor Tornado 230, similar al implementado por el modelo IKA Torino en el TC.

Parte de la fórmula del éxito del Torino en su presentación oficial en el TC tuvo como principal crédito a su unidad impulsora. Si bien, en 1966 el Torino había presentado una amplia gama de modelos que diferían en su equipamiento y rendimiento mecánico, su versión más ajustada a lo deportivo era el Torino 380W, una cupé autoportante sin parantes, equipada con caja de cambios de 4 marchas y un poderoso motor Tornado de 6 cilindros en línea, capaz de erogar 132 CV de potencia a 4200 RPM, lo que lo convertía en un verdadero coche de punta.
Los orígenes de la historia de este motor se remontan a los años 1950, en Estados Unidos, en donde el Ingeniero Jefe de la Willys Overland, Alessandro Sampietro, de origen italiano, inició el desarrollo de una unidad impulsora que reúna condiciones innovadoras con respecto a la competencia. En aquel entonces, era muy común ver motores atmosféricos cuyas válvulas de admisión y escape debían ser accionadas por varillas ubicadas al costado del conjunto de cilindros. Estos motores, eran conocidos técnicamente como motores OHV (siglas derivadas del término inglés Over Head Valves). En ese sentido, Sampietro estudió la posibilidad de permitir la apertura de estas válvulas eliminando el uso de tales varillas, por lo que resolvió llevar el árbol de levas a la cabeza de los cilindros. A todo esto, Sampietro también estudió la posibilidad de una nueva fisonomía para las cámaras de combustión de los cilindros de su nuevo motor, motivo por el cual terminó desarrollando nuevas cámaras de forma hemisférica, las cuales permitieron que el motor tenga un mayor rendimiento, resultando de todo esto un motor robusto, duradero y por sobre todas las cosas, veloz. De esta manera, se logró el desarrollo de un motor que recibió la denominación técnica de motor SOHC (siglas derivadas del término inglés Single Over Head Camshaft). El desarrollo del Tornado estuvo basado sobre un viejo motor Continental 226, al cual Sampietro le aplicó su teoría del árbol de levas a la cabeza de los cilindros y las cámaras de combustión esferoidales, lo que terminó reduciendo en un 50% su mantenimiento, aumentando su vida útil.

### Un golpe letal
Tras haber ejercido un fuerte dominio en sus primeros años de vida, llevándose los títulos de 1967, 1969, 1970 y 1971, esta última temporada por partida doble, comenzarían a emerger en el ambiente las quejas de los usuarios de las otras marcas en contra del Torino. Poseedor del mencionado motor Tornado de 3800 cc, con árbol de levas a la cabeza y cámaras de combustión hemisféricas, el modelo presentaba muchas soluciones técnicas que fueron consideradas de avanzada para la época, en detrimento de sus rivales que poseían motores "varilleros". Fue así que para el año 1972 y en una decisión que traería polémica, la Comisión Argentina de Automoviismo Deportivo (CADAD), entidad creada por el Automóvil Club Argentino para regentear la organización de las competencias del TC, establecería para esa temporada un tope máximo de 3000 cc de cilindrada, para todos los vehículos participantes en la divisional, una decisión que a las claras tenía un único favorecido, siendo en este caso los usuarios de la marca Ford, marca que ya contaba con un impulsor con 3000 cc de fábrica. A todo esto y para agravar la situación, fue impuesto un tope de 2700 cc para los motores Tornado, en vista de las soluciones mencionadas, las cuales fueron consideradas como "ventajas técnicas" con respecto a sus rivales. Esta medida significaría el principio de un largo peregrinar para la marca Torino, que tras haber obtenido los títulos de 1971, con Eduardo Copello en Fórmula A y Luis Rubén Di Palma en Fórmula B, no volvería a pisar el escalón más alto del podio, comenzando a quedar duramente relegada, hasta el punto de rozar su desaparición directa de la categoría.

### El primer intento de resurgimiento

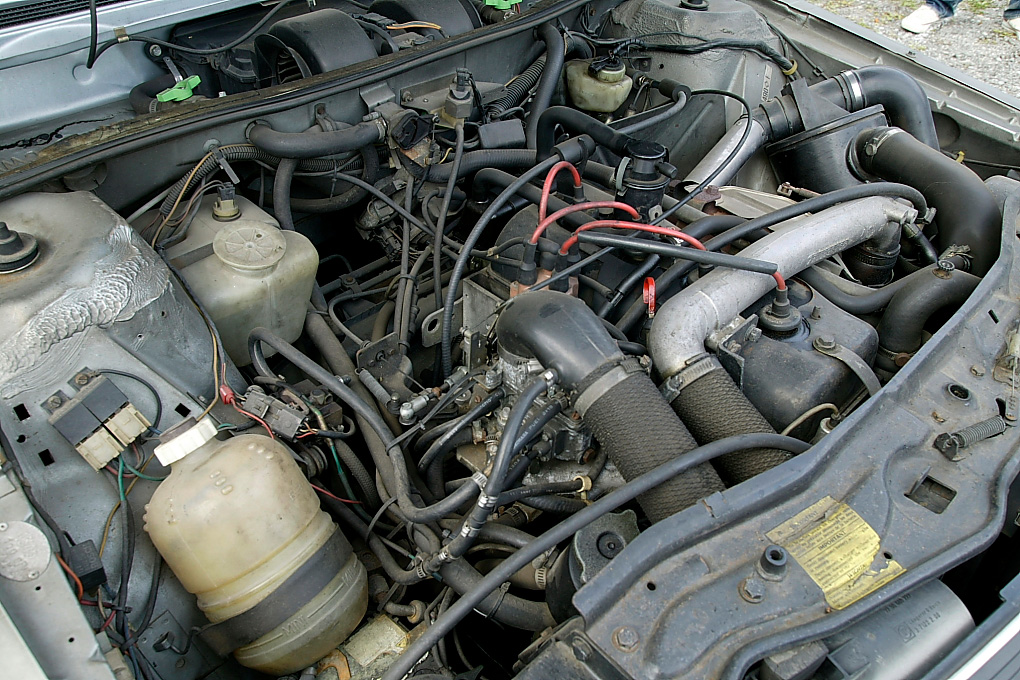
Motor Renault Cléon-Alu. De dos impulsores similares a este, fueron tomadas las tapas de cilindros con las que Luis Rubén Di Palma pretendió desarrollar una nueva tapa para un motor Tornado.

Con el correr de los años, la extinción del Torino del Turismo Carretera empezaba a ser un grave hecho. Muchos referentes de la marca comenzaban a emigrar, dejándola casi sin representantes interesados en poder desarrollar, un coche al cual técnicamente habían vetado su punto más fuerte. A todo esto, la aparición en escena de la marca Dodge con su portentosa cupé Dodge GTX, agravó las cosas ya que se acomodó como tercera opción entre las tradicionales Chevrolet y Ford, llegando a ejercer un gran dominio en la mayor parte de la década del '80.
La situación del Torino se volvió cada vez más insostenible, hasta que en el año 1995 Luis Rubén Di Palma, un histórico piloto que supiera ser protagonista con la marca en el TC, comenzó a encarar un proyecto personal con la finalidad de poder proveer al Torino de una unidad impulsora que lo devuelva a los primeros planos de la categoría. El proyecto contó con el apoyo de una casa de rectificaciones (Rectificadora Luján) y el mismo tuvo como finalidad la creación de una nueva tapa de cilindros, aprovechando el block original del motor Tornado. Para ello, Di Palma recurrió a una idea inédita hasta ese momento: La unión de dos tapas para formar una. La base de este proyecto tuvo su sustento en la unificación de dos tapas de motor originarias del impulsor Renault Cléon-Alu AxM que equipaba al modelo Renault 18, a las cuales les recortaba un cilindro y unificaba conformando una sola tapa de 6 cilindros, que al mismo tiempo cumplía con el tope máximo de cilindrada de 3000 cc. Que mantuvo ACTC tras la toma del control del Turismo Carretera, luego de la desaparición de CADAD. El proyecto se complementaba con la formulación de un nuevo sistema de alimentación, con un nuevo múltiple de admisión derivado del motor Renault y manteniendo originales muchas de las características mecánicas del Tornado. El proyecto estuvo encaminado, de hecho había iniciado la temporada compitiendo con ese motor. Sin embargo, los bajos resultados obtenidos comenzaron a poner en duda la continuidad del proyecto. Más allá de ello, finalmente quien sí aprovecharía la existencia de este proyecto sería el piloto Mario Gómez, quien contando con el apoyo de la misma Rectificadora Luján, compitió entre los años 1995 y 1997 con el motor que modificara Luis Di Palma con las tapas de Renault 18.

### Revolución reglamentaria

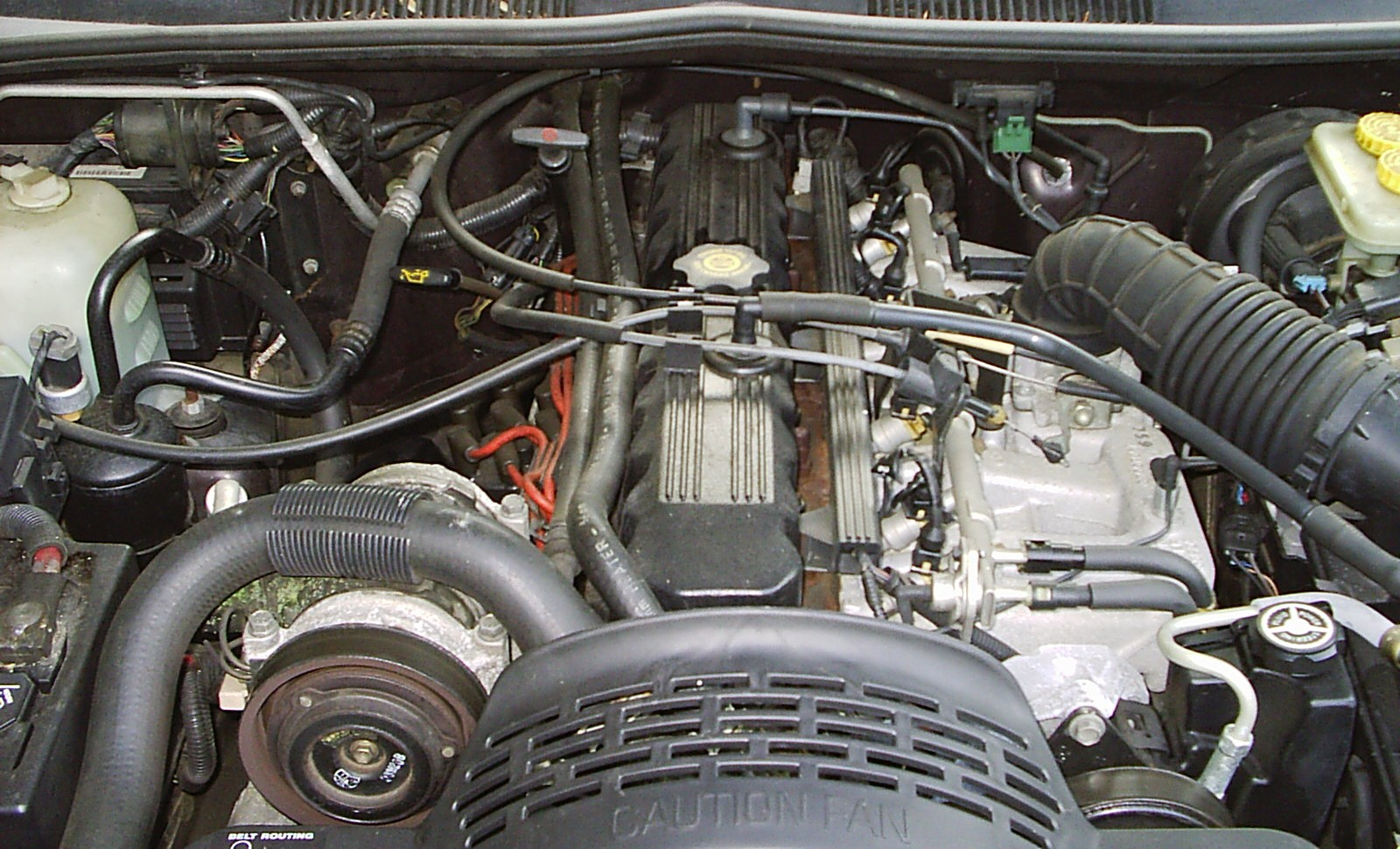
Unidad impulsora AMC XJ de 4.0 litros de un Jeep Cherokee, similar a la utilizada por ACTC para equipar al prototipo Torino Cherokee.

Tras los malos resultados obtenidos a principios de 1995, Di Palma observó el desarrollo que ACTC venía experimentando sobre el impulsor AMC XJ proveniente del modelo de producción Jeep Cherokee, para su posterior homologación y uso sobre las unidades Dodge GTX. El seguimiento de estos trabajos llevó a Di Palma a solicitar al ente regulador del TC la posibilidad de implementar ese motor sobre su IKA Torino, obteniendo la aprobación de la entidad para su uso e implementación. De esta forma, el nuevo prototipo equipado con el llamado "motor Cherokee", hizo su presentación en la sexta fecha del campeonato corrida el 28 de mayo de 1995. Sin embargo y a pesar de esta presentación, Di Palma terminó optando por cambiar de marca, pasando a cerrar el año sobre un Chevrolet Chevy.
A pesar de este fallido primer intento, la Asociación Corredores de Turismo Carretera terminó por aprobar el uso del motor Cherokee, tanto para los modelos Dodge como Torino, lo que también provocó el cambio de la denominación para estos modelos, pasando en el caso del Torino a ser conocido como Torino Cherokee. Tras la temporada 1995, el piloto Mario Gómez se convirtió en un incondicional representante de la marca Torino, sumándose tiempo más tarde el piloto Eduardo Nicieza, al frente de la escudería Supertap Chivilcoy.
Tras la adecuación del motor Cherokee, en la cual fue modificada su cilindrada nominal para ajustarse a las exigencias de ACTC, nuevos competidores comenzaron a interesarse en el desarrollo de esta planta impulsora que les permitiría poder competir y poner nuevamente a la marca en pista. A las presencias de Mario Gómez y Eduardo Nicieza, pronto se sumarían nuevos pilotos, destacándose nuevamente entre ellos, el interés de Luis Rubén Di Palma por volver a competir para el año 2000 con un novedoso Torino Cherokee, sin embargo la tragedia se interpondría en su camino y un fatal accidente aéreo truncaría sus deseos. A pesar de ello, su hijo Patricio tomaría a su cargo la finalización del proyecto, pudiendo finalmente ponerlo en pista, para tratar de devolver a la marca a los primeros planos.

### Los primeros resultados

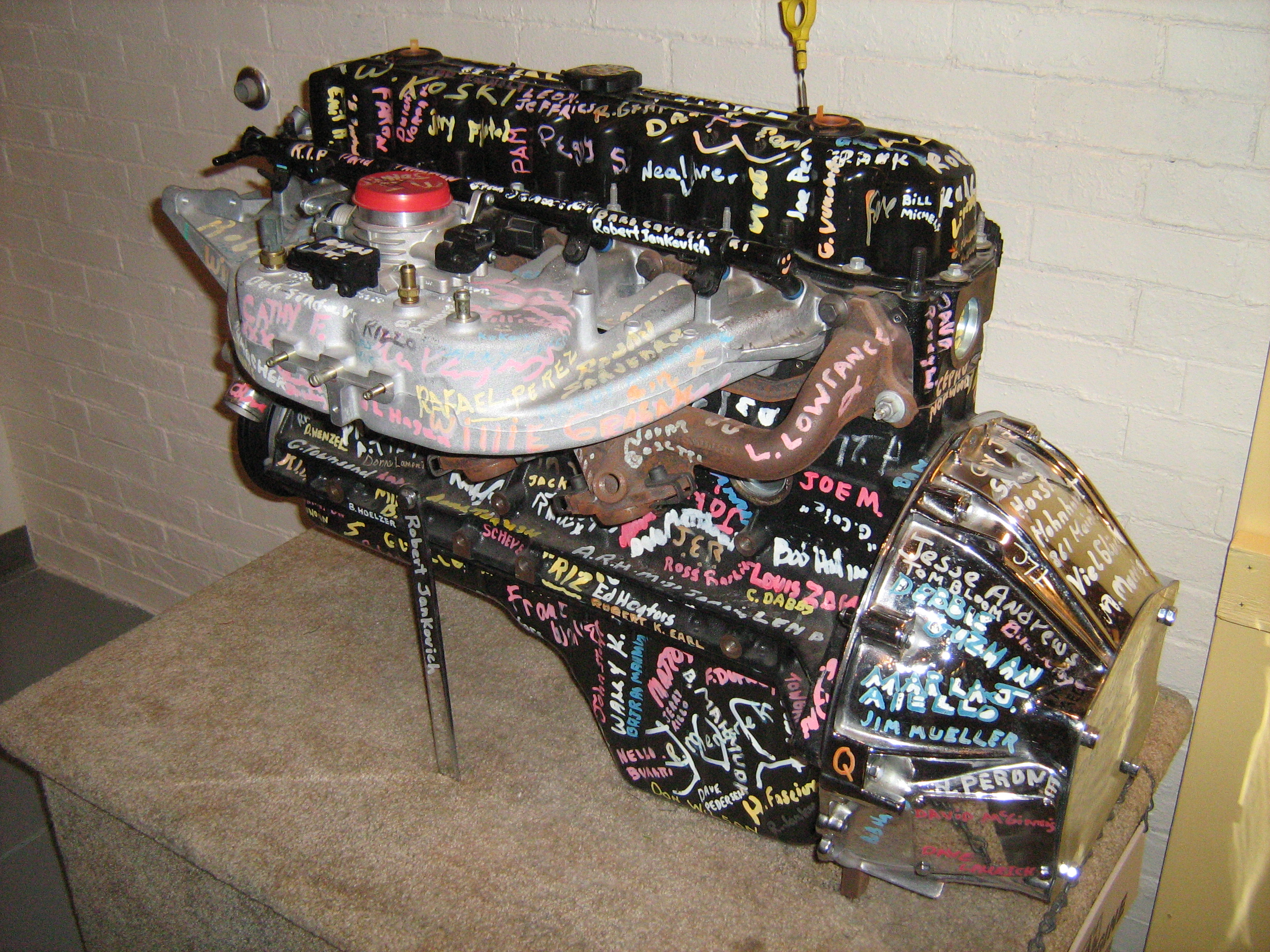
Vista lateral de un impulsor AMC XJ 4.0 "Cherokee" (En la imagen, la unidad nº 5 millones, último motor producido por Jeep el).

Tras sus primeras apariciones con la nueva planta impulsora, la pregunta era en qué momento se podría apreciar el máximo desarrollo del Torino Cherokee. La respuesta llegaría de la mano de su mejor representante en esos tiempos. Tras casi de 30 años de sequía, desde el último triunfo obtenido por un Torino en el año 1975 de la mano de Luis Rubén Di Palma, el 11 de mayo de 2003 un Torino volvería al escalón más alto del podio, casualmente de la mano del hijo de su último vencedor: Patricio Di Palma. La cita fue en el Autódromo Oscar Alfredo Gálvez de la Ciudad de Buenos Aires, donde el tercer hijo del viejo Luis lucharía hasta las últimas consecuencias, para ver cristalizado el sueño de su padre, de devolver a la marca a los primeros puestos. Aquella jornada histórica, terminaría por torcer la suerte del Torino, logrando nuevamente despertar intereses por parte de los usuarios, quienes comenzarían a buscar la posibilidad de volver a competir con este modelo.
La evolución del Torino en el TC sería tal que pronto comenzaría a ser homologado para poder participar también en las divisiones inferiores de ACTC, donde también exhibiría un buen potencial competitivo, con importantes resultados en su haber.

### Los primeros títulos
Luego del triunfo de Di Palma en el año 2003, nuevos pilotos comenzarían a expresar su interés en competir con el Torino Cherokee, tratando de sumar más representantes de la marca en la categoría mayor. Al mismo tiempo, el desarrollo del prototipo continuaría con el correr de los años, recibiendo reformas técnicas según cada reglamento impuesto en cada temporada que se iniciaba. Más allá de todo, el modelo comenzaría a evolucionar de manera sostenida hasta llegar en el año 2006 a su primera distinción de importancia desde los campeonatos de 1971, al obtener Patricio Di Palma el subcampeonato de ese mismo año, casualmente por detrás de un prototipo que llevaba la misma unidad impulsora, como lo fue el Dodge Cherokee de Norberto Fontana.
En los años siguientes, se seguirían sucediendo nuevas victorias hasta la aparición en el año 2009 de José María López al comando de un Torino Cherokee. Con Oscar Castellano en la motorización y un equipo liderado por Alberto Scarazzini y Javier Ciabbatari en la atención del chasis, este piloto cordobés daría una demoledora muestra de competitividad alzándose con 2 triunfos en el año y candidateándose seriamente al título. Sin embargo, las cosas se terminarían echando a perder en la última fecha, donde tras un despiste en el curvón Salotto del Autódromo Oscar y Juan Gálvez, perdería todas sus chances, debiendo conformarse con el tercer lugar del torneo.
Sin embargo, a pesar de la sequía de la marca en la clase mayor, el Torino tendría su revancha unos años más tarde en la divisional menor de la ACTC, cuando en el año 2013 el piloto Gabriel Novillo conquistaría el primer título de la marca en la divisional TC Pista Mouras, devolviéndole a la marca un título desde lo cosechado en 1971. Para lograr tal fin, Novillo exhibiría un potencial demoledor cosechando 6 victorias anuales, siendo 4 de ellas de manera consecutiva.

## Números del Torino Cherokee

### Carreras Ganadas en el TC
| #  | Fecha      | Autódromo                         | Piloto                   | Velocidad promedio |
| -- | ---------- | --------------------------------- | ------------------------ | ------------------ |
| 1  | 11/05/2003 | Autódromo Oscar Alfredo Gálvez    | Patricio Di Palma        | 173,953            |
| 2  | 27/07/2004 | Autódromo Martín Miguel de Güemes | Juan María Traverso      | 150,188            |
| 3  | 22/08/2004 | Autódromo Hermanos Emiliozzi      | Juan María Traverso      | 156,305            |
| 4  | 26/09/2004 | Autódromo Oscar Alfredo Gálvez    | Patricio Di Palma        | 177,757            |
| 5  | 27/08/2006 | Autódromo Ciudad de Paraná        | Marcos Di Palma          | 148,892            |
| 6  | 10/12/2004 | Autódromo José Muñiz              | Patricio Di Palma        | 140,998            |
| 7  | 18/03/2007 | Autódromo Rosendo Hernández       | Patricio Di Palma        | 168,453            |
| 8  | 03/05/2009 | Autódromo de Termas de Río Hondo  | José María López         | 160,117            |
| 9  | 01/11/2009 | Autódromo Rosendo Hernández       | José María López         | 173,136            |
| 10 | 06/03/2011 | Autódromo Mar y Valle             | Néstor Adrián Girolami   | 185,719            |
| 11 | 28/08/2011 | Autódromo Ciudad de Paraná        | Néstor Adrián Girolami   | 164,976            |
| 12 | 08/04/2012 | Autódromo Jorge Ángel Pena        | Néstor Adrián Girolami   | 166,229            |
| 13 | 24/06/2012 | Autódromo Rosamonte               | Norberto Edgardo Fontana | 146,642            |
| 14 | 16/09/2012 | Autódromo Eusebio Marcilla        | Norberto Edgardo Fontana | 176,382            |
| 15 | 09/06/2013 | Autódromo Rosamonte               | Néstor Adrián Girolami   | 147,035            |
| 16 | 10/08/2014 | Autódromo Hermanos Emiliozzi      | Luis José Di Palma       | 175.450            |

Las victorias corresponden hasta la última fecha de la temporada 2014, debido a que tras la misma el Turismo Carretera modificó su reglamento técnico, pasando a reemplazar sus unidades impulsoras por nuevos motores desarrollados por el departamento técnico de la ACTC
- [15][16][17]

### Carreras ganadas en TC Pista
| #  | Fecha      | Autódromo                              | Piloto            | Velocidad promedio |
| -- | ---------- | -------------------------------------- | ----------------- | ------------------ |
| 1  | 10-02-2008 | Autódromo Rotonda de Mar de Ajó        | Martín Ponte      | 140.191            |
| 2  | 06-04-2008 | Autódromo Rosendo Hernández            | Pedro Pisandelli  | 167.670            |
| 3  | 22-06-2008 | Autódromo Rosamonte                    | Martín Ponte      | 129.482            |
| 4  | 26-10-2008 | Autódromo Ciudad de Paraná             | Pedro Pisandelli  | 156.525            |
| 5  | 30-11-2008 | Autódromo Oscar y Juan Gálvez          | Martín Ponte      | 167.279            |
| 6  | 21-09-2014 | Autódromo Rosendo Hernández            | Nicolás Cotignola | 158.398            |
| 7  | 23-11-2014 | Autódromo Mar y Valle                  | Esteban Gini      | 166.185            |
| 8  | 22-03-2015 | Autódromo Ciudad de Concordia          | Esteban Gini      | 142.271            |
| 9  | 09-04-2015 | Autódromo Parque Provincia del Neuquén | Esteban Gini      | 152.429            |
| 10 | 10-05-2015 | Autódromo Ciudad de Viedma             | Esteban Gini      | 158.426            |
| 11 | 01-11-2015 | Autódromo Provincia de La Pampa        | Esteban Gini      | 180.550            |
| 12 | 13-12-2015 | Autódromo Roberto Mouras               | Esteban Gini      | 157.653            |
| 13 | 01-05-2016 | Autódromo Hermanos Emiliozzi           | Nicolás Cotignola | 170.715            |
| 14 | 21-05-2016 | Autódromo de Termas de Río Hondo       | Nicolás Cotignola | 147.533            |
| 15 | 21-05-2016 | Autódromo de Termas de Río Hondo       | Nicolás Cotignola | 134,295            |

### Carreras ganadas en TC Mouras
| # | Fecha      | Autódromo                | Piloto            | Velocidad promedio |
| - | ---------- | ------------------------ | ----------------- | ------------------ |
| 1 | 18-10-2015 | Autódromo Roberto Mouras | Nicolás Pezzucchi | 167.340            |

### Carreras ganadas en TC Pista Mouras
| # | Fecha      | Autódromo                          | Piloto             | Velocidad promedio |
| - | ---------- | ---------------------------------- | ------------------ | ------------------ |
| 1 | 21/11/2010 | Autódromo Roberto Mouras           | Cristian Garbiglia | 159,841            |
| 2 | 17/03/2013 | Autódromo Roberto Mouras           | Gabriel Novillo    | 140,091            |
| 3 | 21/04/2013 | Autódromo Ciudad de Nueve de Julio | Gabriel Novillo    | 161,640            |
| 4 | 01/09/2013 | Autódromo Roberto Mouras           | Gabriel Novillo    | 146,070            |
| 5 | 22/09/2013 | Autódromo Ciudad de Nueve de Julio | Gabriel Novillo    | 164,008            |
| 6 | 20/10/2013 | Autódromo Roberto Mouras           | Gabriel Novillo    | 146,035            |
| 7 | 17/11/2013 | Autódromo Roberto Mouras           | Gabriel Novillo    | 154,088            |
| 8 |            | Bandera de ?                       | Bandera de ?       |                    |

### Títulos obtenidos en las distintas divisiones de ACTC
| Título     | Categoría         | Piloto             | Año  |
| ---------- | ----------------- | ------------------ | ---- |
| Subcampeón | Turismo Carretera | Patricio Di Palma  | 2006 |
| Campeón    | TC Pista Mouras   | Gabriel Novillo    | 2013 |
| Campeón    | TC Pista          | Esteban Gini       | 2015 |
| Campeón    | TC Pista          | Nicolás Cotignola  | 2016 |
| Subcampeón | Turismo Carretera | Facundo Ardusso    | 2017 |
| Campeón    | Turismo Carretera | José Manuel Urcera | 2022 |